# Sikorsky S-48

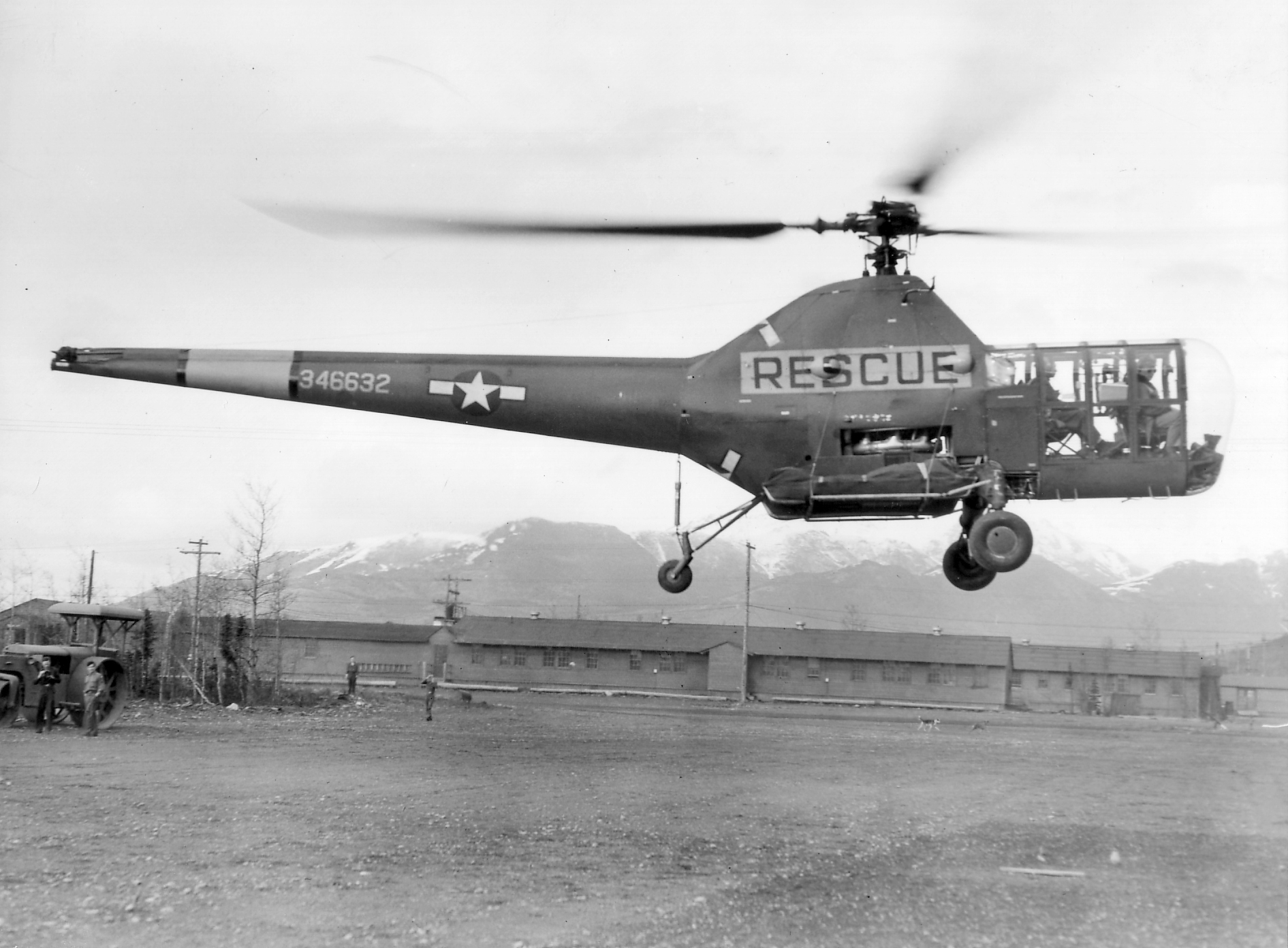
R-5A im Einsatz als Rettungshubschrauber in Alaska, ca. 1946 bei der 10th Air Rescue Squadron

Der Sikorsky S-48 (anfängliche Herstellerbezeichnung VS-327) war ein in den 1940er Jahren entwickelter und militärisch eingesetzter Hubschrauber des US-amerikanischen Herstellers Sikorsky Aircraft Corporation. Der zweisitzige S-48 wurde weiterentwickelt zum viersitzigen S-51, der erstmals ein Bugradfahrwerk erhielt.

## Geschichte
Der S-48 erhielt die militärische Bezeichnung R-5 und flog am 18. August 1943 zum ersten Mal. Am 12. Oktober 1943 erlitt der Prototyp (XR-5) einen Unfall im niedrigen Schwebeflug, nachdem sich Blätter des Heckrotors gelöst hatten. Trotz eines folgenden Überschlags und Zerstörung des Hauptrotors konnte die Maschine innerhalb kurzer Zeit repariert und der Versuchsbetrieb wieder aufgenommen werden. Bis zum 16. Januar 1944 hatte sie 8 1/4 Flugstunden angesammelt. Die Bezeichnung R-5 der United States Army Air Forces wurde 1948 durch ein neues Bezeichnungssystem in H-5 geändert.
Insgesamt wurden 65 S-48 gebaut.

## Varianten
nach Andrade, 1979
- XR-5: 5 Prototypen
- XR-5A: 2 XR-5, die eine spezielle Ausrüstung nach den Anforderungen der Royal Air Force erhielten.
- YR-5A (ab 1948 YH-5A): gegenüber der XR-5 nur geringe Veränderungen. 26 gebaut, von denen 2 als HO2S-1 an die US Navy gingen.
- R-5A (H-5A): Serienausführung, ausgerüstet für Rettungseinsätze mit außen angebrachten Liegen. 34 gebaut, 66 weitere beauftragte Maschinen gestrichen.
- R-5B: nicht ausgeführte Modifikation der R-5A
- YR-5C: nicht umgesetztes Projekt
- R-5D (H-5D): 20 R-5A und eine YR-5A, die ein Bugradfahrwerk, eine Rettungswinde, eine Vorrichtung für einen zusätzlichen Passagier und Außentanks erhielten.
- YR-5E (YH-5E): 5 YR-5A, die mit Doppelsteuerung umgerüstet wurden.
- zu den Varianten R-5F, R-5G und R-5H siehe Sikorsky S-51

## Erhalten gebliebene Exemplare

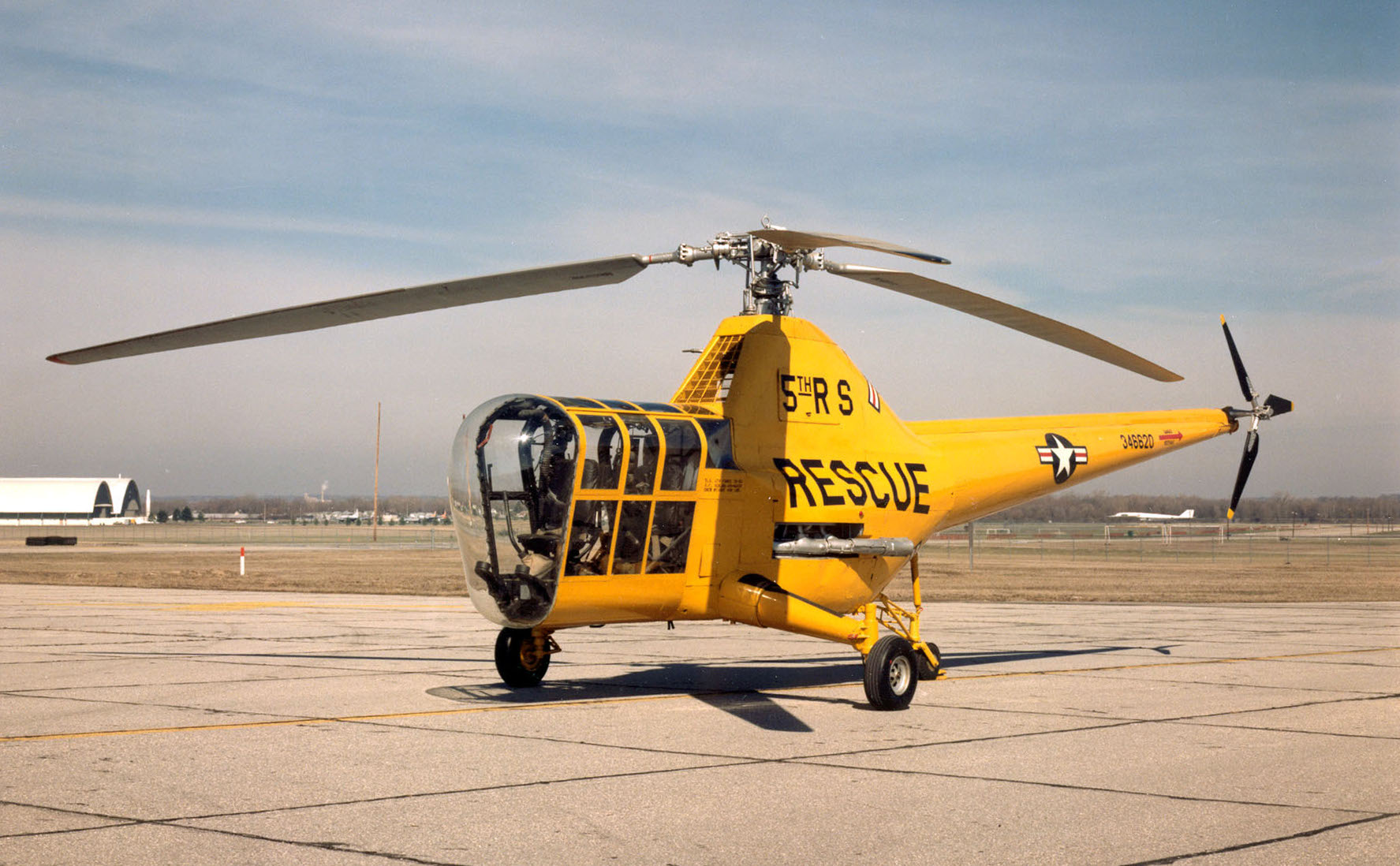
YH-5A im USAF-Museum

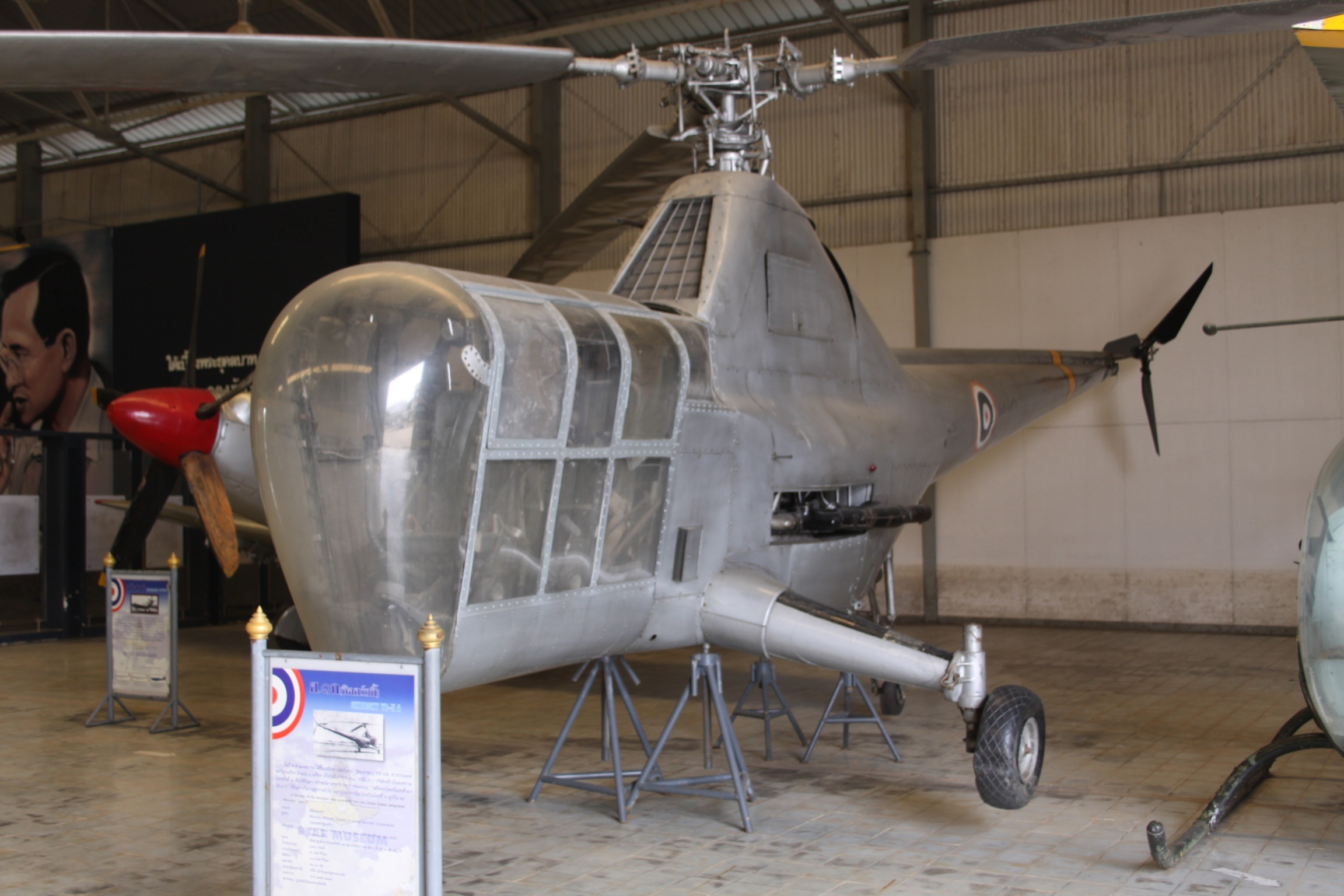
H-5A im Royal Thai Air Force Museum

- YH-5A (USAAF-Seriennr. 43-46620) ist im National Museum of the United States Air Force auf der Wright-Patterson AFB ausgestellt.
- YR-5A im Museum der Königlich Thailändischen Luftstreitkräfte, Flughafen Bangkok-Don Mueang, Bangkok, Thailand

## Technische Daten
| Kenngröße             | Daten                                               |
| --------------------- | --------------------------------------------------- |
| Besatzung             | 2, wobei der Pilot hinten sitzt                     |
| Rotordurchmesser      | 14,63 m                                             |
| Heckrotordurchm.      | 2,53 m                                              |
| Leermasse             | 1700 kg                                             |
| Maximale Flugmasse    | 2440 kg                                             |
| Höchstgeschwindigkeit | 145 km/h                                            |
| Marschgeschwindigkeit | etwa 130 km/h                                       |
| Gipfelhöhe            | 4300 m                                              |
| Steigrate             | 4 m/s                                               |
| Reichweite            | 370 km                                              |
| Triebwerk             | 1 × Pratt & Whitney Wasp Junior mit 450 PS (330 kW) |